# Free Up
Free Up – jedenasty album studyjny Capletona, jamajskiego wykonawcy muzyki reggae i dancehall.
Płyta została wydana 27 czerwca 2006 roku przez wytwórnię Penitentiary Records. Znalazła się na niej kompilacja najnowszych singli wokalisty. Produkcją całości zajęli się Paul Harrison oraz Trevor Sinclair.

## Lista utworów
1. „Open Uno Eyes”
2. „Fire”
3. „Table Turning”
4. „Blessed”
5. „Small World”
6. „Love Mama”
7. „Invation”
8. „Love”
9. „Live Up”
10. „People From”
11. „Bun Dem Up”
12. „Clean Heart Free Up”
13. „Woman Dem”
14. „Music”
15. „Woman Bless”